# Catocala albomacula
Catocala albomacula är en fjärilsart som beskrevs av Butler. Catocala albomacula ingår i släktet Catocala och familjen nattflyn. Inga underarter finns listade i Catalogue of Life.